# Jacques Ferrier
 (juin 2022).
Jacques Ferrier, né le 16 février 1959 à Limoux, est un architecte et urbaniste français.
Architecte du pavillon français à Shanghai en 2010 lors de l'exposition universelle.

## Biographie
Diplômé de l’École nationale supérieure d'architecture de Paris-Belleville et de l’École centrale de Paris, Jacques Ferrier crée son agence à Paris en 1993 et travaille en France et à l’international. 
Ses réalisations comprennent des bâtiments prestigieux tant publics (rénovation du Collège de France, Lycée français international de Pékin, siège de la Région Île-de-France, Pavillon France pour l’Exposition universelle de Shanghai 2010, Cité de la Voile à Lorient…) que privés (Airbus Delivery Center, DCNS, Air France…). Il a conçu plusieurs sièges sociaux, dont ceux de Hachette Livre, des champagnes Piper & Charles Heidsieck, de 3M France. 
Avec les projets Belle Méditerranée, Concept Office et Hypergreen, Jacques Ferrier développe, en partenariat avec de grands industriels, une activité de recherche innovante.
Jacques Ferrier et Pauline Marchetti ont créé en 2010, avec le philosophe Philippe Simay, Sensual City Studio un laboratoire de recherche pour une approche prospective, humaniste et sensible de la ville et de l’architecture.
Jacques Ferrier est professeur des Écoles d’Architecture. Son travail a fait l’objet de nombreuses publications ; la plus récente, The Architecture of Jacques Ferrier est parue en 2016 aux éditions Thames&Hudson à Londres. 
En 2016 et 2017, se tiennent plusieurs expositions monographiques consacrées à son travail : « Impressionismus » à l’Architektur Galerie Berlin, « Non Oppressive Design » au DOKK1 à Aarhus, « A visions for the Sensual City » à Manille, Singapour, Jakarta puis Kuala Lumpur. 
Son travail reçoit plusieurs prix et nominations : le Moniteur à Paris, LEAF et BEX awards à Londres, Architizer A+Award à New York, mention spécial du jury WAF à Berlin… Il est trois fois nommé pour le Grand Prix National de l'Architecture. Il est fait chevalier de l’Ordre national du Mérite et chevalier des Arts et des Lettres. 

## Distinctions
- Chevalier de l'ordre des Arts et des Lettres.
- Chevalier de l'ordre national du Mérite.

## Vision
La « Ville sensuelle » est un projet qui répond à la question urgente de ce que doit être l’urbanisme aujourd’hui. La culture urbaine dans laquelle l’homme s’est installé au 20e siècle prend en effet une ampleur nouvelle. En Europe, il s’agit de dépasser le modèle de la ville historique, et porter un œil neuf sur la périphérie comme véritable paysage urbain contemporain. Ailleurs dans le monde, plusieurs cités géantes, au-delà de dix millions d’habitants se déploient sur tous les continents. Au 21e siècle, des centaines de millions d’habitants vont ainsi vivre dans le seul univers urbain, un univers artificiel dont la technologie sera l’omniprésente raison d’être. La ville moderniste, faisant la part belle aux infrastructures et au zoning, déploie son architecture banale et internationale aux quatre coins de la planète et fabrique à la chaîne des mondes urbains sans qualité. Ailleurs c’est la nostalgie qui l’emporte. La ville en France, n’échappe pas à la remise en cause. 
La Ville Sensuelle a fait l’objet d’un colloque organisé au Collège de France en septembre 2009. Des personnalités internationalement reconnues - architectes, urbanistes, scientifiques, philosophes, sociologues et artistes- croisèrent leur regard sur le thème de la sensualité liée à l’architecture et à l’urbanisme.

## Prix et distinctions
- 2021 : nomination pour l'Équerre d'Argent : Centre de remisage tramway, Orly
- 2020 : MIPIM Award, catégorie Office & business development : Grand central St Lazare
- 2019 : ADC Award, catégorie Loisirs : Parc Aquatique Aqualagon
- 2018 : Architecture Masterprize, Architectural Design/Recreational Design category : parc aquatique Aqualagon
- 2018 : International Architecture Award, Corporate category : siège de la Métropole Rouen Normandie
- 2018 : Shortlisted ABB LEAF Awards 2018, Commercial Building category: siège de la Métropole Rouen Normandie
- 2018 : Shortlisted World Architecture Festival 2018, Hotel and LeisureCompleted Building Category : parc Aquatique Aqualagon
- 2018 : Trophées Eiffel d’architecture acier, catégorie Travailler : siège de la Métropole Rouen Normandie
- 2018 : Trophées Bois Ile-de-France 2018, catégorie Aménager : parc aquatique Aqualagon
- 2017 : American Architecture Prize 2017, Institutional Architecture Category : siège de la Métropole Rouen Normandie
- 2017 : Prix Architizer A+Award, Popular Choice Winner, Unbuilt Sports & Recreation category : parc aquatique Aqualagon
- 2016 : mention spéciale du jury WAF : siège Hachette Livre et parc aquatique Aqualagon
- 2016 : finaliste prix WAF : résidence hôtelière 3* Nakâra, Le Cap d’Agde
- 2016 : finaliste prix LEAF : siège Hachette Livre
- 2015 : nomination pour l'Équerre d’Argent : siège Hachette Livre
- 2012 : installation à l'Académie d’architecture
- 2010 : 3e prix d'Architecture de la ville de Shanghai
- 2009 : chevalier de l'ordre national du Mérite
- 2007 : nomination pour l'Équerre d'Argent : musée Éric-Tabarly
- 2007 : prix « Best Conceptual Project » BEX Awards : hypergreen
- 2005 : chevalier des Arts et Lettres
- 2004 : nomination pour le prix AIT « Best of Europe – the Balance » : laboratoire interrégional d’Oullins et Immeuble de bureaux à Paris
- 2004 : nomination pour le Grand Prix National de l’Architecture
- 2003 : prix d’Architecture de la Ville de Bordeaux : ateliers et garage du Tramway à Bordeaux
- 2003 : nomination pour l'Équerre d'Argent : ateliers et garage du Tramway à Bordeaux
- 2001 : nomination European Union Prize for Contemporary Architecture - Mies van der Rohe Award : Laboratoires universitaires Isomer à Nantes
- 2001 : nomination pour l'Équerre d'Argent : bibliothèque et Bâtiments universitaires, Lille
- 2000 : premier prix Architecture, solaire industrielle Observer : siège social de Total Energie, La Tour-de-Salvagny
- 1999 : nomination pour le prix de l’Équerre d’Argent : siège social de Total Énergie, La Tour-de-Salvagny
- 1999 : mention Prix AMO « Architecture et lieux de travail » : usine des eaux de la SAGEP, Joinville-le-Pont
- 1993 : prix de la Première œuvre du Moniteur : centre de recherche des matériaux de l’École des Mines de Paris, Évry

## Principales réalisations
(suivant sources en références,)

### Réalisées
- 2021 : Site de maintenance et remisage du tramway T9 Paris-Orly Ville, Orly, France
- 2021 : Parking bassins à flot, Bordeaux, France
- 2020 : Siège de la Région Île-de-France, Saint-Ouen, France
- 2020 : Quatuor, ensemble immobilier tertiaire, résidence étudiante et hôtel 4*, Angers, France
- 2020 : Grand Central Saint-Lazare, Paris, France
- 2020 : Mission de conseil en architecture et en design pour les 68 gares du réseau de transport public du Grand Paris Express, France
- 2020 : Immeuble de bureaux - Station 7, Marseille, France
- 2020 : Centre commercial Pacific, Shanghai, Chine
- 2019 : Immeuble de bureaux T20, Shanghai, Chine
- 2018 : Restructuration de l’espace des Arènes de Lunel, France
- 2018 : Réhabilitation du Guimet en résidence consulaire, Lyon, France
- 2018 : Hôtel de la Métropole Rouen Normandie, Rouen, France
- 2018 : Campus de bureaux Yidian, Shanghai, Chine
- 2018 : A 21km Huangpu Riverside, Shanghai, Chine
- 2017 : Parc Aquatique Aqualagon pour Villages Nature Paris (Eurodisney & Center Parcs), Marne-la-Vallée, France
- 2017 : Tour Lumière, Tours, France
- 2016 : Siège social de 3M, Cergy-Pontoise, France
- 2016 : Lycée français international de Pékin, Chine
- 2016 : Campus de bureaux Naval Group, Toulon, France
- 2015 : Ensemble immobilier BBC « La Mantilla », Montpellier, France
- 2015 : Résidence hôtelière 4* Nakâra, Cap d’Agde, France
- 2015 : Siège social de la Caisse Primaire d’Assurance Maladie, Vanves, France
- 2015 : Siège social de la Mutuelle des Motards, Pérols, France
- 2014 : Siège du groupe Hachette Livre, Vanves, France
- 2014 : Rénovation du Collège de France, Paris, France
- 2014 : Logements Dominium, Montpellier, France
- 2012 : Immeuble de bureaux Claude-Bernard, Paris, France
- 2011 : Immeuble de 130 logements, Romainville, France
- 2011 : Collège Jiading, Chine
- 2010 : Pavillon France, Shanghai Expo 2010, Chine
- 2010 : Musée, Xi’an, Chine
- 2009 : Parking aérien, Soissons, France
- 2009 : Salle polyvalente, Le Cannet, France
- 2009 : Les Reflets du Drac, bâtiment de bureaux, Grenoble, France
- 2009 : Sulwhasoo Flagship store, Hong Kong, Chine
- 2009 : Jiading ZhuQiao School, Shanghai, Chine
- 2009 : Marcel Saupin, IEA-MSH, Nantes, France
- 2008 : Siège social des Champagnes Piper et Charles Heidsieck, Reims, France
- 2008 : Cité de la voile Éric-Tabarly, Lorient, France
- 2008 : Centre d’incendie et de secours de Saint-Nazaire, France
- 2008 : Centre de réadaptation cardio/pulmo, Pont-d'Héry, France
- 2007 : Centre de maintenance au HUB Roissy-Charles-de-Gaulle, France
- 2007 : Établissement scolaire de Qingpu, Shanghai, Chine
- 2007 : Musée franco-canadien, Tourouvre, France
- 2006 : Delivery Centre pour Airbus, Toulouse, France
- 2006 : Ateliers et garages du Tramway, Valenciennes, France
- 2006 : Siège social et usine Tenesol, Toulouse, France
- 2006 : Maison Laget Barruel à Tressan, Hérault, France
- 2005 : Hypergreen, recherche menée en partenariat avec Lafarge
- 2005 : Phénix Concept House, Maison prototype à Meaux, France
- 2004 : Air France Industries à Paris-Orly, France
- 2004 : Concept Office, prototype de bureaux HQE, en partenariat avec EDF
- 2003 : Immeuble de bureaux pour la RATP, Paris, France
- 2003 : Laboratoire inter-régional d'Oullins, France
- 2003 : Ateliers et garages du tramway, Bordeaux, France
- 2002 : Collège Louis-Jouvet à Gamaches, France
- 2001 : Bibliothèque et bâtiments universitaires, Lille, France
- 1999 : Laboratoires Isomer pour l’Université de Nantes, France
- 1999 : Siège social de Total Énergie, La-Tour-de-Salvagny, France
- 1999 : Pôle d’essai des Véhicules Renault, Guyancourt, France
- 1998 : Laboratoires de l'INRIA, Sophia-Antipolis, France
- 1998 : Usine des eaux de la SAGEP, Joinville-le-Pont, France
- 1993 : Centre de Recherche de l’Ecole des Mines de Paris, Évry, France

### Principaux projets en cours
- Réhabilitation/extension Ancien Hôtel des Postes, Metz, France
- Réhabilitation/extension Sportica, Gravelines, France
- Réhabilitation/extension Palais des sports, centre de congrès et d’expositions, Cholet, France
- Centre Orléans Métropole (CO’Met), salle de sports, palais des congrès, parc expos et Zénith, Orléans, France
- Centre culturel La Tuilerie, Limoux, France
- Centre de conférences international Pudong, Shanghai, Chine
- Musée de Meishan, Chengdu, Chine
- Quartier Uptown, Vilamoura, Portugal
- Réinventer Paris, La ville multi-strates, site Ternes-Villiers, Paris, France
- Nouvelle gare maritime, aménagement du pôle paysager et de la nouvelle entrée du port de Sète, France

### Urbanisme
- 2022 : Quartier Charras, Courbevoie, France
- 2022 : Perspective de l’Observatoire, Meudon, France
- 2022 : Quartier Carmes Madeleine, Orléans, France
- 2014 : Étude urbaine pour la reconversion du site PSA, Aulnay-sous-Bois, France
- 2012 : Aménagement d’un nouveau quartier durable, Saint-Germain-en-Laye, France
- 2010 : Eurorennes, réaménagement du quartier de la gare, Rennes, France (en association avec FGP(a+u) et TER)
- 2010 : Jiading High Tech Park à Shanghai, Chine (en association avec TER)
- 2010 : Nouveau quartier sur le site des anciennes prisons de Lyon, en association avec TER (concours)
- 2009 : Aménagement de l'île Seguin, Boulogne-Billancourt, France (concours)
- 2008 : Nouveau quartier à Punggol, Singapour (concours)
- 2008 : Réaménagement du quartier de Ko-Bogen, Düsseldorf, Allemagne, en association avec TER (concours)
- 2007 : Workshop Atelier Paris Hauteur, projet de recherche commanditée par la Ville de Paris, France
- 2007 : Aerospace campus, en association avec FGP(a+u), Toulouse, France (concours)
- 2006 : Village olympique Paris 2012, en association avec FGP(a+u) (concours)
- 2003 : Réaménagement des anciens entrepôts de la SNCF, Arles, en association avec Thierry Laverne (concours)
- 2001 : Études d’urbanisme des terrains Renault, Boulogne-Billancourt, en association avec Patrick Chabannes et Thierry Laverne (projet lauréat)

### Scénographie
- 2010 : scénographie du Pavillon France, Shanghai, Chine
- 2003 : scénographie de l’Exposition Jean Prouvé, Nancy, France
- 1997 : scénographie Paris Sous-Verre au Pavillon de l’Arsenal, Paris, France

### Design
- 2010 : Aluchair, chaises du restaurant du Pavillon de France de l'Exposition universelle de Shanghai, Chine, Ligne Roset

## Expositions
- Entre deux, Une architecture de la résonance, Centre de design de l’UQAM, Montréal (2019)
- Non Oppressive Design, A Path towards the Sensual City, Dokk1, Aarhus, Danemark (2017)
- A Vision for the Sensual City, White Box, Kuala Lumpur, Malaisie (2018) Noble House, Jakarta, Indonésie (2017) Visma Art Gallery, Surabaya, Indonésie (2017) Urban Redevelopment Authority, Singapour (2016) National Museum of the Philippines, Manille (2016)
- Skin, Double Skin, a Sensual Approach to Building Envelope, Palazzo Beltrade, Milan, Italie (2017)
- Impressionismus, Architektur Galerie, Berlin, Allemagne (2017)
- Architecture = Durable / Architecture = Sustainable, Jacques Ferrier, commissaire d’exposition scientifique, Pavillon de l’Arsenal, Paris, et Instituts Français dans différents pays (2016)
- A Reciprocal Perspective / Un Regard Réciproque, Institut Français de Pékin, Chine ; Fondation Minsheng, Shanghai, Chine (2015)
- La Gare Sensuelle / The Sensual Railway Station, Pavillon de l’Arsenal, Paris, France (2014) La Galerie d’Architecture, Paris, France (2012)

## Monographies
- Histoire d’un projet, de la demande à l’usage (Métropole Rouen Normandie), Loïc Couton et Jean-Jacques Terrin, éd. inFolio (2019)
- The Architecture of Jacques Ferrier, Alexander Tzonis and Kenneth Powell, Thames & Hudson, London (2016)
- Pavillon France, Exposition universelle de Shanghai 2010, éd. Archibooks, Paris (2010)
- Cité de la Voile Eric-Tabarly, Silvana Editoriale, Milan/AAM Ed., Bruxelles/Ante Prima, Paris (2008)
- Making of, Phare & Hypergreen Towers, AAM Ed./Ante Prima, Paris (2006)
- Concept Office, architecture prototype, AAM Ed./Ante Prima (2005)
- Useful/ Utiles, The Poetry of Useful Things, La Poésie des Choses Utiles, Birkhäuser Basel-Boston-Berlin /Ante Prima, Paris (2004)
- Stratégies du disponible, éd. Passage Piétons, Paris (2004)